# Европско првенство у атлетици у дворани 1972 — 50 метара препоне за мушкарце
Такмичење у дисциплини 50 метара са препонама у мушкој конкуренцији уведена је први пут на 3. Европском првенству у атлетици у дворани 1972. одржаном у Палати спортова у Греноблу, Француска 12. марта, због мање дворане и немогућности да се такмичи на 60 м препоне.

## Земље учеснице
Учествовала су 23 атлетичара из 13 земаља.
1. Аустрија (1)
2. Чехословачка (1)
3. Данска (1)
4. Француска (3)
5. Грчка (1)
6. Италија (3)
7. Пољска (3)
8. Румунија (1)
9. СССР (2)
10. Швајцарска (1)
11. Шведска (1)
12. Уједињено Краљевство (3)
13. Западна Немачка (2)

## Рекорди
Извор:
| Рекорди пре почетка Европског првенства у дворани 1972.     | Рекорди пре почетка Европског првенства у дворани 1972. | Рекорди пре почетка Европског првенства у дворани 1972. | Рекорди пре почетка Европског првенства у дворани 1972. | Рекорди пре почетка Европског првенства у дворани 1972. | Рекорди пре почетка Европског првенства у дворани 1972. |
| ----------------------------------------------------------- | ------------------------------------------------------- | ------------------------------------------------------- | ------------------------------------------------------- | ------------------------------------------------------- | ------------------------------------------------------- |
| Светски рекорд                                              | Гинтер Никел                                            | Западна Немачка                                         | 6,63                                                    | Кил, Западна Немачка                                    | 27. фебруар 1971.                                       |
| Европски рекорд у дворани                                   | Гинтер Никел                                            | Западна Немачка                                         | 6,63                                                    | Кил, Западна Немачка                                    | 27. фебруар 1971.                                       |
| Рекорди европских првенстава                                | Дисциплина први пут на Европском првенству у дворани    | Дисциплина први пут на Европском првенству у дворани    | Дисциплина први пут на Европском првенству у дворани    | Дисциплина први пут на Европском првенству у дворани    | Дисциплина први пут на Европском првенству у дворани    |
| Рекорди после завршеног Европског првенства у дворани 1972. |                                                         |                                                         |                                                         |                                                         |                                                         |
| Светски рекорд                                              | Ги Дри                                                  | Француска                                               | 6,51                                                    | Гренобл, Француска                                      | 12. март 1972.                                          |
| Европски рекорд                                             | Ги Дри                                                  | Француска                                               | 6,51                                                    | Гренобл, Француска                                      | 12. март 1972.                                          |
| Рекорди европских првенстава                                | Ги Дри                                                  | Француска                                               | 6,51                                                    | Гренобл, Француска                                      | 12. март 1972.                                          |

## Освајачи медаља
|                  |                               |                           |
| Ги Дри Француска | Манфред Шуман Западна Немачка | Анатолиј Мошијашвили СССР |

## Резултати
Иако су такмичења у овој дисциплини одржана у три нивоа: квалификације, полуфинале и финале, одржане су истог дана 12. марта.

### Квалификације
У квалификацијама такмичари су били подељени у четири групе: прва са 5, а остале три са 6 такмичара. У полуфинале су се квалификовала по тројица првпласираних из све четири групе (КВ)
| Пласман | Група | Атлетичар            | Земља                | Резултат | Белешка            |
| ------- | ----- | -------------------- | -------------------- | -------- | ------------------ |
| 1.      | 4     | Ги Дри               | Француска            | 6,53     | КВ, СР, ЕР РЕП, НР |
| 2.      | 1     | Мирослав Водзински   | Пољска               | 6,61     | КВ =СР, НР         |
| 3.      | 4     | Марек Јозвик         | Пољска               | 6,61     | КВ, =НР            |
| 4.      | 1     | Анатолиј Машијашвили | СССР                 | 6,65     | КВ                 |
| 5.      | 2     | Манфред Шуман        | Западна Немачка      | 6,67     | КВ                 |
| 6.      | 3     | Марк Ное             | Француска            | 6,67     | КВ                 |
| 7.      | 1     | Алан Паско           | Уједињено Краљевство | 6,73     | КВ                 |
| 8.      | 3     | Александар Морозов   | СССР                 | 6,73     | КВ                 |
| 9.      | 2     | Емил Ребуа           | Француска            | 6,75     | КВ                 |
| 10.     | 2     | Лешек Водзински      | Пољска               | 6,75     | КВ                 |
| 11.     | 3     | Петер Чех            | Чехословачка         | 6,78     |                    |
| 12.     | 4     | Беат Пфистер         | Швајцарска           | 6,78     | КВ, НР             |
| 13.     | 1     | Николаје Петреа      | Румунија             | 6,79     | НР                 |
| 14.     | 4     | Вернер Ајкмајер      | Западна Немачка      | 6,79     |                    |
| 15.     | 3     | Ефстратиос Василију  | Грчка                | 6,80     | НР                 |
| 16.     | 3     | Луиђи Буфари         | Италија              | 6,81     |                    |
| 17.     | 3     | Грејам Гауер         | Уједињено Краљевство | 6,82     |                    |
| 18.     | 1     | Луиђи Донофрио       | Италија              | 6,83     |                    |
| 19.     | 2     | Кристер Клерселијус  | Шведска              | 6,84     | НР                 |
| 20.     | 4     | Марко Акерби         | Италија              | 6,86     |                    |
| 21.     | 2     | Хуберт Кениг         | Аустрија             | 6,95     |                    |
| 22.     | 2     | Бервин Прајс         | Уједињено Краљевство | 6,97     |                    |
| 23.     | 4     | Јеспер Теринг        | Данска               | 6,97     |                    |

### Полуфинале
Полуфиналисти су били подељени у две групе по шест атлетичара, а за шест места у финалу су се пласирала по тројица првопласираних из обе групе (КВ).
| Пласман | Група | Атлетичар            | Земља                | Резултат | Белешка            |
| ------- | ----- | -------------------- | -------------------- | -------- | ------------------ |
| 1.      | 1     | Ги Дри               | Француска            | 6,52     | КВ, СР, ЕР РЕП, НР |
| 2.      | 1     | Манфред Шуман        | Западна Немачка      | 6,58     | КВ, НР             |
| 3.      | 1     | Мирослав Водзински   | Пољска               | 6,61     | КВ =НР             |
| 4.      | 2     | Марек Јозвик         | Пољска               | 6,61     | КВ =НР             |
| 5.      | 2     | Анатолиј Машијашвили | СССР                 | 6,61     | КВ                 |
| 6.      | 2     | Марк Ное             | Француска            | 6,64     |                    |
| 7.      | 2     | Лешек Лодзински      | Пољска               | 6,70     |                    |
| 8.      | 1     | Александар Морозов   | СССР                 | 6,74     |                    |
| 9.      | 2     | Петр Чех             | Чехословачка         | 6,80     |                    |
| 10.     | 2     | Алан Паско           | Уједињено Краљевство | 6,83     |                    |
| 11.     | 1     | Емил Ребуа           | Француска            | 6,85     |                    |
| 12.     | 1     | Беат Пфистер         | Швајцарска           | 6,91     |                    |

### Финале
| Пласман | Атлетичар            | Земља           | Резултат | Белешка        |
| ------- | -------------------- | --------------- | -------- | -------------- |
|         | Ги Дри               | Француска       | 6,51     | СР, ЕР РЕП, НР |
|         | Манфред Шуман        | Западна Немачка | 6,58     | НР             |
|         | Анатолиј Машијашвили | СССР            | 6,59     | НР             |
| 4.      | Марек Јозвик         | Пољска          | 6,63     |                |
| 5.      | Марк Ное             | Француска       | 6,67     |                |
| 6.      | Мирослав Водзински   | Пољска          | 6,68     |                |

## Укупни биланс медаља у трци на 50 (60) метара са препонама за мушкарце после 3. Европског првенства у дворани 1970—1972.
|    | Земља           |   |   |   |   |
| -- | --------------- | - | - | - | - |
| 1. | Западна Немачка | 2 | 1 | 0 | 3 |
| 2. | Француска       | 1 | 0 | 1 | 2 |
| 3. | Совјетски Савез | 0 | 1 | 1 | 2 |
| 2. | Источна Немачка | 0 | 1 | 0 | 1 |
| 3. | Италија         | 0 | 9 | 1 | 1 |
|    | Укупно {5}      | 3 | 3 | 3 | 9 |

|    | Атлетичар | Земља     |   |   |   |   |
| -- | --------- | --------- | - | - | - | - |
| 1. | Ги Дри    | Француска | 1 | 0 | 1 | 2 |